# UNAN Managua
Universidad Nacional Autónoma de Nicaragua (UNAN)-Managua Fútbol Club – nikaraguański klub piłkarski z siedzibą w stołecznym mieście Managua. Występuje w rozgrywkach Liga Primera. Domowe mecze rozgrywa na obiekcie Estadio Nacional de Fútbol.

## Osiągnięcia

### Krajowe
- Liga Primera

| zwycięstwo (0):     | –    |
| drugie miejsce (1): | 2016 |

## Historia
Zespół został założony w 1983 roku jako klub piłkarski podlegający Narodowemu Uniwersytetowi Autonomicznemu Nikaragui (UNAN). W 1985 roku zadebiutował w najwyższej lidze.
W późniejszych latach UNAN przez dłuższy czas występował w niższych ligach nikaraguańskich – np. trzeciej (2005) oraz drugiej (2005–2014). Dwukrotnie był bliski awansu do najwyższej klasy rozgrywkowej, jednak w 2009 roku przegrał baraże o awans z Realem Madriz (1:0, 1:6), a w 2012 roku z Juventusem Managua (2:2, 3:4). Awansował do pierwszej ligi dopiero w 2014 roku i występował w niej w latach 2014–2019. W tamtym okresie wywalczył tytuł wicemistrza Nikaragui (2015/2016). W 2019 roku UNAN spadł do drugiej ligi.
W 2021 roku, po dwóch latach nieobecności, UNAN ponownie awansował na najwyższy szczebel rozgrywek.